# Michail Lermontov (nave)
La Michail Lermontov è stata una nave da crociera sovietica della classe Ivan Franko naufragata nel 1986 a Marlborough Sounds, Nuova Zelanda. La nave naufragò per un errore di valutazione del comandante Don Jamison (che era anche pilota del porto di Picton), che la portò senza carte nautiche in un passaggio roccioso.

## Progetto
La nave è stata costruita nei cantieri VEB Mathias-Thesen Werft a Wismar, in quella che all'epoca era la Germania Est; venne dedicata al poeta e scrittore Michail Lermontov che morì a 27 anni in un duello. La nave nacque già vecchia dal punto di vista del comfort con metà delle camere prive di bagno interno, e nel 1982 venne sottoposta ad estensivi lavori di cantiere per la cifra di 15 milioni di dollari.

## Servizio
La nave fu la prima appartenente all'Unione Sovietica a fare servizio regolare tra l'Europa e gli Stati Uniti, fino alla rappresaglia decisa dagli Stati Uniti contro l'invasione sovietica dell'Afghanistan che bloccò gli accessi dei porti americani alle navi sovietiche.

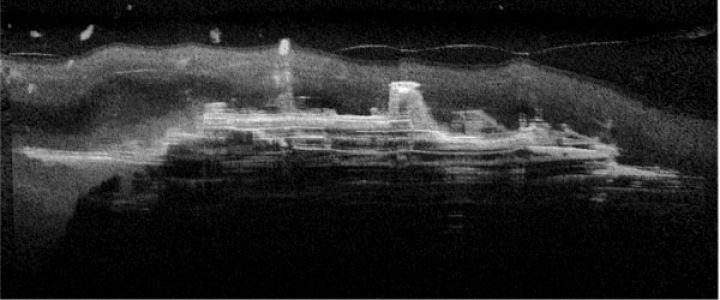
Immagine sonar pubblicata dal NIWA della Michail Lermontov adagiata sul fondo del mare.

A quel punto venne rimessa in servizio come nave da crociera ed in questa veste il 15 febbraio 1986 salpò a mezzanotte da Wellington per attraversare lo stretto di Cook e visitare il Queen Charlotte Sound, con 743 persone a bordo di cui 372 passeggeri ed il resto composto dall'equipaggio. Invece di doppiare il faro posto su uno scoglio poco oltre Capo Jackson, la nave venne diretta nel passaggio tra lo scoglio col faro e il promontorio, ed alle 17:37 venne udito un forte rumore da impatto. La nave iniziò a sbandare a causa del fatto che i punti di giunzione delle lamiere saltarono per l'impatto, causando l'allagamento dei doppi fondi e scavalcando anche le porte stagne situate all'altezza delle centine 154 e 138, allagando tre compartimenti stagni. Anche all'altezza della centina 106 vi furono cedimenti strutturali che portarono all'interruzione dell'energia elettrica, causati dalla elevata resistenza dello scafo nel punto di impatto, che invece di assorbire l'urto lo ripercosse sul resto dello scafo.
Le circostanze non sono state appurate esattamente dal punto di vista delle responsabilità, in quanto il pilota sostenne di aver ceduto il controllo al comandante ben prima dell'impatto, mentre il comandante sostiene che fu il pilota ad avventurarsi nello stretto passaggio che doveva essere superiore al pescaggio della nave. L'inchiesta russa addossò la responsabilità al pilota mentre quella neozelandese lo scagionò, aggiungendo che le carte erano "perfettamente adeguate"; in ogni caso l'inchiesta venne comunque sospesa.
La nave giace in 37 metri d'acqua, ed è popolare come sito di immersioni. Queste non sono scevre comunque da pericoli, dato che negli anni tre subacquei hanno perso la vita in diversi momenti, mentre un solo membro dell'equipaggio era morto nell'affondamento.